# Kløverbusk
Kløverbusk (Lespedeza) er en planteslægt, som er udbredt med ca. 100 arter i Nordamerika, Asien og Australien. Det er énårige planter, stauder eller løvfældende buske med trekoblede blade (eller sjældent: hele blade), der er helrandede. Blomsterne sidder i bladhjørnerne, hvor de danner små klaser eller hoveder. Blomsterne er typiske ærteblomster, men kronblade kan mangle helt. Her omtales kun de arter, som dyrkes i Danmark.
| Beskrevne arter |

- Tofarvet Kløverbusk (Lespedeza bicolor)
- Thunberg-Kløverbusk (Lespedeza thunbergii)

| Andre arter |

| - Lespedeza angustifolia - Lespedeza buergeri - Lespedeza capitata - Lespedeza chinensis - Lespedeza cuneata - Lespedeza cyrtobotrya - Lespedeza daurica - Lespedeza davidii - Lespedeza floribunda - Lespedeza formosa - Lespedeza frutescens - Lespedeza hirta - Lespedeza homoloba - Lespedeza japonica | - Lespedeza juncea - Lespedeza leptostachya - Lespedeza maximowiczii - Lespedeza melanantha - Lespedeza patens - Lespedeza pilosa - Lespedeza procumbens - Lespedeza repens - Lespedeza schindleri - Lespedeza stuevei - Lespedeza tomentosa - Lespedeza violacea - Lespedeza virgata - Lespedeza virginica |